# Turlough O'Carolan
Turlogh O'Carolan, irsky Toirdhealbhach Ó Cearbhalláin, (1670 – 25. března 1738) byl irský harfeník konce 17. a začátku 18. století.
Narodil se kolem roku 1670 na irském venkově v hrabství Meath, později se s rodinou přestěhoval do hrabství Roscommon. Na harfu se začal učit hrát až téměř v dospělosti, poté co oslepl v důsledku prodělaných neštovic. Patřil do jedné z posledních generací irských harfeníků. Harfa, kterou Carolan a jeho současníci používali, byla diatonicky laděná v rozsahu asi čtyř oktáv. Je známo pouze velmi málo o tom, jakým způsobem a v jakých nástrojových kombinacích irští harfeníci té doby své skladby provozovali. Skladby se totiž dochovaly pouze jako nezharmonizované melodie a často ani není jisté, zda je vytvořil Carolan. Carolanova témata odrážejí jednak vliv irské lidové a jednak prvky soudobé umělé hudby.